# كوروسا
كوروسا (نكو : ߞߙߎ߬ߛߊ߫) هي مدينة تقع في شمال شرق غينيا، وهي عاصمة محافظة كوروسا. في عام 2014، كان عدد سكانها 39،611 نسمة. كانت كوروسا مركزًا تجاريًا وميناءًا نهريًا من زمن إمبراطورية مالي على الأقل، وقد اعتمدت منذ فترة طويلة على موقعها بالقرب من الحد الأعلى للملاحة لنهر النيجر لجعلها مفترقًا طرقًا مهمًا للأشخاص والبضائع التي تتحرك بين ساحل غينيا وولايات غرب السودان ووادي نهر النيجر. تعد المدينة والمنطقة المحيطة بها مركزًا لثقافة المالينكي، وتشتهر بتقاليد قرع طبول الجيمبي.

## روابط خارجية
- بريتانيكا أون لاين: كوروسا .